# Марков Василь Петрович
Марков Василь Петрович (14 березня 1907, Москва — 16 січня 1997, там же) — радянський і російський актор театру та кіно, театральний педагог, заслужений артист РРФСР (1969).

## Біографія
Василь Марков народився у Москві 14 березня 1907 року.
Навчався у драматичному класі З. С. Соколової, сестри Станіславського. У 1927—1930 роках працював у студії Ю. А. Завадського, з 1930 — в трупі МХАТу.
Василь Петрович викладав у Школі-студії МХАТ, серед його учнів Михайло Козаков, Віктор Сергачов, Віра Алентова, Ірина Мірошниченко, Рогволд Суховерко, Борис Борисов, Олексій Борзунов, Катерина Градова, Олена Проклова, Ірина Цивіна, Володимир Стержаков, Андрій М'яг, Герман Юшко, Валерій Хлєвінський, Олександра Дорохіна, Анатолій Васильєв, Олександр Мартинов, Ігор Арташонов, Олена Охлупіна, Сергій Тонгур та багато інших.
Помер у Москві 16 січня 1997 року, похований на Ваганьківському цвинтарі.

## Фільмографія
- 1940 — Яків Свердлов